# Церковь Николая Чудотворца (Дарищи)
Церковь Николая Чудотворца — приходской православный храм в селе Дарищи городского округа Коломна Московской области. Построен в 1810 году. Входит в состав 3-го Коломенского благочиния Коломенской епархии Русской православной церкви. Здание храма является объектом культурного наследия и находится под охраной государства. В настоящее время храм восстанавливается.

## История строительства храма

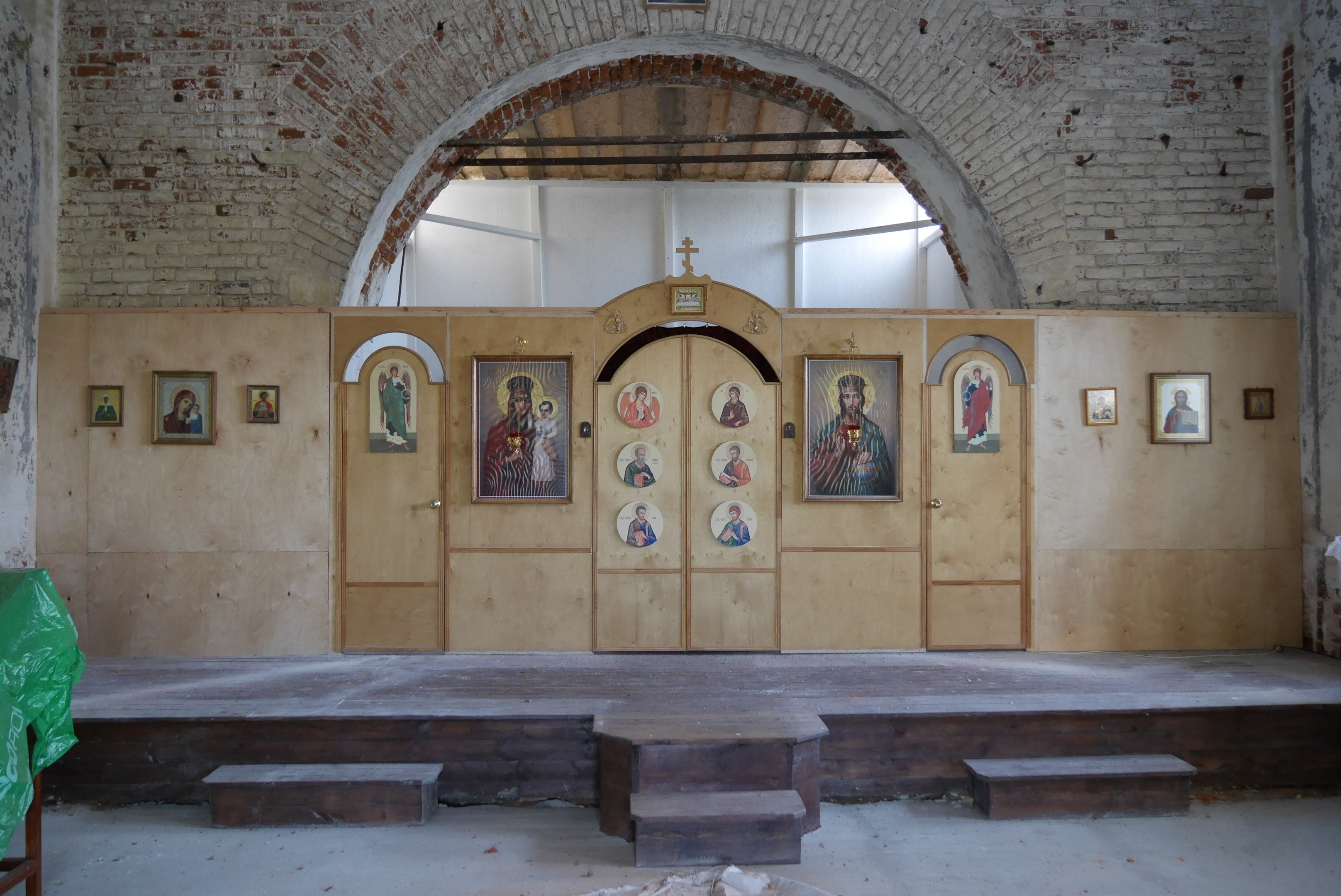
Алтарь

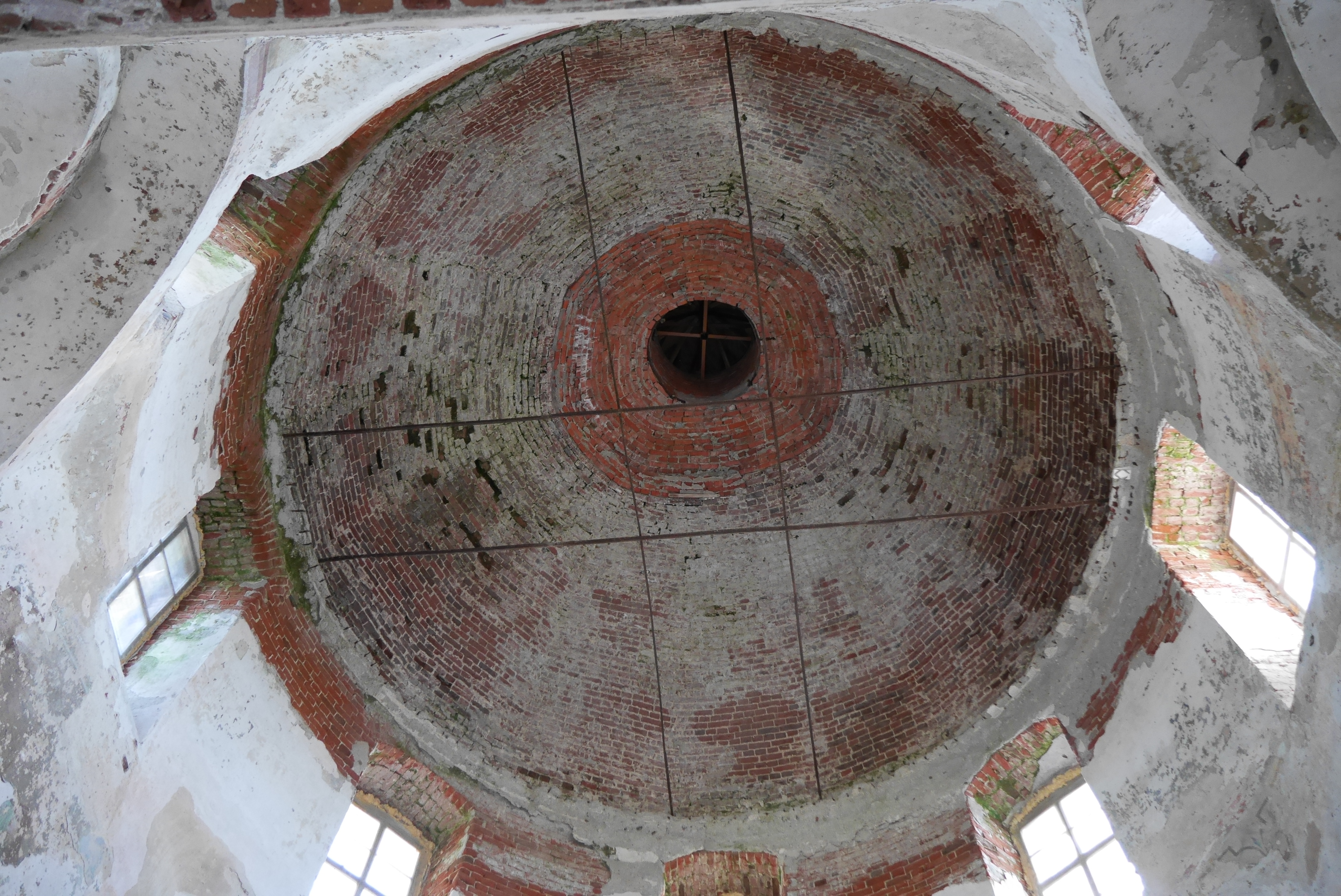
Купол

Церковь Николая Чудотворца на старой фотографии

Кирпичный храм во имя святого Николая Чудотворца был построен между 1803 и 1808 годами на пожертвования местных помещиков, братьев Дмитрия Любимовича и Бориса Любимовича Похвистневых, а также Петра Фёдоровича Норова. Священник церкви села Дарищи в 1809 году отправил митрополиту Платону «всепокорнейшее прошение», в котором сообщалось, что в 1803 году деревянный храм пришлось разобрать, оставив один придел, и построить новое каменное здание. В 1808 году только один престол церкви в честь Иоанна Воина был освящён. Священник просил деревянный придел продать, а вырученные средства направить на достройку каменной церкви. На этом прошении была резолюция: «По сему дозволить, на обжиг кирпича или на топку, с согласия прихожан». В 1810 году церковь была достроена и освящена. Основную часть храма составлял мощный куб, увенчанный световой ротондой с плоским куполом. Ротонда соединялась с четвериком ступенчатыми тромпами. С запада к главному холодному Никольскому храму, отделенному внутри стеклянной перегородкой, была пристроена теплая трапезная с двумя приделами (от неё сохранилась лишь восточная стена с алтарными углублениями): во имя мученика Иоанна Воина и великомученика Димитрия Солунского.
В конце XIX века настоятелем храма служил Сергий Птенцов, который основал в населённом пункте Новую школу грамоты для детей крестьян. В Дарищах он организовал церковно-приходскую школу. Храм постоянно обновлялся. Во второй половине XIX века на стенах храма была выполнена масляная роспись.
Последний священник этой церкви — Василий Вознесенский — принял мученический венец. 26 февраля 1938 года был расстрелян. В 1938 году храм был закрыли; алтарь, трапезную и колокольню сломали.

## Современное состояние
В 1999 году руины Никольского храма были переданы верующим. Длительное время кирпичный свод купола стоял без крыши, стены и фрески осыпались. Последние годы начались активные работы по восстановлению церкви.
Никольский храм является памятником архитектуры регионального значения на основании постановления Правительства Московской области № 84/9 от 15 марта 2002 года.